# Екуана (язык)
Екуана (Cunuana, De’cuana, Maiongong, Makiritare, Maquiritai, Maquiritare, Maquiritari, Mayongong, Pawana, Soto, Ye’cuana, Yekuana, Yekuána) — карибский язык, на котором говорит народ екуана, проживающий на территории границы с Бразилией, на территории рек Ауарис, Вентуари, Каура, Кунтинамо, Кунукунума, Матакуни, Падамо, Парагуа и Эребато в штатах Амасонас и Боливар в Венесуэле, в резервации Яномами около границы с Венесуэлой на северо-западе штата Рорайма в Бразилии.

## Диалекты
У екуана есть диалекты: декуана (вайнунгомо), ихуруана, кунуана, майонгонг (екуана) и майтси.